# Sangihehängpapegoja
Sangihehängpapegoja (Loriculus catamene) är en fågel i familjen östpapegojor inom ordningen papegojfåglar.

## Utseende och läte
Sangihehängpapegojan är en mycket liten (12–13,5 cm) huvudsakligen grön papegoja med en röd strupfläck samt rött på övergumpen och de förlängda övre stjärttäckarna. Även på stjärtspetsen är den röd, medan undre stjärttäckarna är mer orangeröda. Framkanten av vingen är gulgrön. Lätet i flykten beskrivs som en torr och rätt ljus tvåstaving vissling, "sh-ui".

## Utbredning och status
Fågeln är endemisk för ön Sangihe (norr om Sulawesi i  Indonesien). IUCN kategoriserar arten som nära hotad.